# Aphestia chalybaea
Aphestia chalybaea là một loài ruồi trong họ Asilidae. Aphestia chalybaea được von Roeder miêu tả năm 1881.